# 광주중학교 (경기)
광주중학교(廣州中學校)는 대한민국 경기도 광주시 경안동에 있는 공립 중학교이다.

## 학교 연혁
- 1946년 3월 26일 : 광주공립 초급중학교 설립 인가
- 1946년 4월 1일 : 개교 (유석준 초대 교장 취임)
- 1949년 6월 20일 : 광주농업중학교로 학칙 변경
- 1951년 9월 1일 : 광주중학교로 학제 변경
- 1971년 12월 21일 : 광주중·종합고등학교로 개칭 인가
- 1974년 3월 1일 : 중고 분리 인가
- 2004년 3월 1일 : 특수학급 1학급 인가
- 2023년 1월 3일 : 제75회 졸업식(267명) 총 23,222명
- 2023년 9월 1일 : 제28대 김광희 교장 취임
- 2024년 3월 4일 : 1학년 206명 입학

## 참고 자료
- 광주중학교 - 한국교육학술정보원 학교알리미